# Сетевое обучение
Сетевое (взаимное) обучение (англ.  networked learning, peer-to-peer learning ) — относительно новая парадигма учебной деятельности, базирующаяся на идее массового сотрудничества, идеологии открытых образовательных ресурсов, в сочетании с сетевой организацией взаимодействия участников.

## Общая характеристика
Сетевое обучение основано на идеях «горизонтальной» (или «децентрализованной») учебной деятельности и взаимного обучения (то есть учения и обучения по модели «равный к равному»). В отличие от традиционной дидактики и андрагогики, одной из основополагающих установок в которых является наличие педагога или фасилитатора, весь функциональный репертуар которого ориентирован на создание учебного контекста, а также оптимальных условий для учения и самообучения, взаимное обучение делает упор на перенос этих функций в учебное сообщество. Так, например, задача фасилитации распределена между участниками учебного процесса или же «встроена» в создаваемые совместными усилиями учебные и методические материалы. Иными словами участники взаимного обучения, опосредованного информационно-коммуникационными технологиями, осуществляют «непрерывное совместное производство общей учебной среды» и «создание учебного контекста, необходимого и достаточного для их самообразования».
На Западе этот подход рассматривается как перспективная область теоретических и практических разработок, способная изменить подходы к обучению, особенно в высшем профессиональном образовании и в корпоративном секторе. В этом случае речь идёт об «управляемой» коммуникации посредством использования методик (в том числе на основе сетевых технологий), требующих активной самостоятельной работы и взаимодействия учащихся. Примером подобного подхода может быть используемая Эриком Мазуром и его коллегами методика «преподавания учащимися» («Peer Instruction») при изучении физики. Методика предполагает вовлечение студентов в активную деятельность по изучению концепций и теорий с последующим объяснением их своим сверстникам.
Подходы и принципы сетевого обучения также могут быть реализованы в неформальной образовательной среде, когда люди создают и поддерживают сеть обучения для своих собственных интересов, для ситуативного обучения «на работе», или для научно-исследовательских целей.

## Концептуальные основы сетевого обучения

### Определение термина
На сегодняшний день нет устоявшегося определения сетевого обучения.
Специалисты Центра информации и инноваций Бизнес школы Открытого университета (Великобритания) считают определяющим, что «обучение строится вокруг учебных сообществ и взаимодействия, расширяя доступ за пределы времени и пространства, и способствуя повышению эффективности».
Специалисты Центра изучения современных образовательных технологий (Centre for Studies in Advanced Learning Technology, CSALT), исследовательской группы Ланкастерского университета (Великобритания), связанной с организацией серии конференций по сетевому обучению (Networked Learning Conference), определяют сетевое обучение, как «обучение, в котором информационные и коммуникационные технологии используются для содействия установлению связей: между учащимися, между учащимися и преподавателями (тьюторами), между учебным сообществом и его учебными ресурсами, что позволяет учащимся углублять свои знания и расширять возможности, которые они считают важными и которые могут самостоятельно контролировать».
Существует также термин, совместное сетевое обучение (collaborative networked learning), подразумевающий совместную учебную деятельность автономных участников (self-directed) посредством электронного диалога.
Таким образом, сетевое обучение основано на признании потенциала и возможностей компьютерных технологий и совместного (коллективного, группового) обучения. Ряд исследователей считает определяющим в сетевом обучении то, что информационно-коммуникационные технологии опосредуют не просто взаимодействие учащихся, а их работу в режиме учебного сообщества по совместному созданию учебных ресурсов, разделяя между собой зоны ответственности.

### Сетевое и совместное обучение
В этой связи возникает вопрос о том, как соотносятся сетевое и совместное (коллаборативное) обучение. Чёткого разграничение между этими видами обучения нет.
Часто, совместное обучение (collaborative learning) используется как общий термин для обозначения различных подходов в образовании, которые предусматривают совместные интеллектуальные усилия учащихся и учителей, когда группы учащихся работают вместе для поиска понимания, смыслов, решения проблем, создания артефактов или продуктов их обучения. Подобный процесс предполагает, что люди работают в группах над общим заданием или проблемой, в решение которой они вносят общий (равный) вклад. Таким образом, подразумевается, что участники имеют общий уровень подготовки, навыков и компетенций, ясные разделяемые цели и координируют свою совместную работу. Для совместного обучения определяющим является совместная формулировка (определение) целей обучения, совместное планирование обучения (договорённости по содержанию и срокам), обмен информацией, её обсуждение и совместное принятие решений. В условиях совместного обучения учащиеся могут критиковать взгляды и мнения друг друга, а также сторонние точки зрения. Они могут обращаться друг к другу за разъяснениями, за критикой и, таким образом, стимулировать себя и других на совершение интеллектуальных усилий. Кроме того, они могут мотивировать и помогать друг другу в доведении работы до завершения.
Совместное обучение основывается на ряде важных принципов и представлений об учащихся и о процессе обучения:
1. Обучение — это активный, конструктивный процесс. Это подразумевает не только активную и целенаправленную работу с новой информацией, идеями или навыками для их освоения. Новые «содержания» должны быть интегрированы (включены) в то, что учащиеся уже знают или используют (см. про персональную учебную сеть: почему мы возвращаемся к старым методам работы). В ходе совместного обучения учащиеся должны не просто освоить новую информацию или навыки. Они должны создать нечто новое, используя полученное «содержание». Эти акты интеллектуальной работы — построения знания или создания нового имеют решающее значение для обучения.
2. Обучение определяется контекстом. Исследования показывают, что эффективность и успешность обучения во многом определяется контекстом или деятельностью, в которую будут включены результаты деятельности. Поэтому основным принципом совместного обучения является погружение учащихся в сложные задачи и вопросы: обучение нужно начинать не с фактов и идей, а с проблем, к которым учащиеся сами должны подбирать факты и идеи. Учащиеся должны из наблюдателей превратиться в участников и развивать в себе навыки решения проблем и критического мышления.
3. Учащиеся не похожи друг на друга, обладают различными точками зрения и стилями обучения и мышления, имеют различный опыт и устремления. Поэтому учителя не должны придерживаться одной мерки в подходе к учащимся. Только совместная работа даёт возможность учащимся привнести всё это разнообразие идей и опыта и поделиться ими с другими.
4. Обучение является по своей сути социальным. Совместное обучение должно быть построено таким образом, чтобы позволить учащимся взаимодействовать и вести диалог, во время которого собственно и происходит обучение.

## Идеи сетевого обучения в теории и практике
Концепция взаимного обучения на основе модели «равный равному» отнюдь не являются чем-то новым. Несмотря на то, что подобные принципы до сих пор не стали решающими в современной культуре образования, эти идеи достаточно глубоко осмысленны в педагогической мысли, а некоторые из них реализованы на практике.

### Корреспондентская сеть и учебные объекты в педагогике Селестина Френе
В основе образовательной практики французского педагога Селестена Френе лежала идея расширения горизонтов взаимодействия учащихся. Его теория трудового воспитания подразумевала замену «индивидуального труда» под надзором на кооперацию, предполагающую «объединение усилий, распределение заданий, благоприятные условия для сотрудничества, высокое качество инструментов, … заинтересованность всей группы в конечном результате».
Кооперация основывалась на целом ряде принципов организации учебного процесса:
- Нет обучения, есть разрешение проблем, анализ, экспертиза
- Нет учебных заданий, есть постоянно задаваемые вопросы
- Нет оценок, но отличаются личные предложения
- Нет ошибок — есть недоразумения
- Нет учебных планов, есть индивидуальное и групповое планирование
- Нет учителя, но есть учитель организации общего дела
- Педагог не воспитывает, а решает общие проблемы
- Нет класса, есть сообщество.
- Сообществом правят нормы общежития, принятые самими учащимися

Для того, чтобы реализация идеи кооперации стала возможной учащиеся должны уметь взаимодействовать, а для этого круг общения школьников должен быть как можно шире. Для решения этой задачи была создана школьная корреспондентская сеть. Учащиеся вели личную переписку с учениками из других школ, обменивались информацией, картинками, игрушками, фотографиями. Кроме того, школы-корреспонденты обменивались школьными газетами и создаваемыми учащимися собственными средств обучения («учебными карточками», содержащими учебный материал или учебное задание, «свободными текстами», сочинениями на волнующую ученика тему), а также вопросами по определенным темам, на которые могли ответить корреспонденты. Вся эта работа рассматривалась как способ создания контекста «живого общения», в котором ученик может путём проб и ошибок вырабатывать свой собственный язык для общения с другими людьми.

### Инструментальная педагогика Джона Дьюи
Джон Дьюи в своих построениях исходил из того, что механизмы социализации и обучения присущи любому сообществу. Определяющим для сообщества он считал тесную связь, которая может сохраняться даже между людьми, разделенными огромным расстоянием. «Даже работая вместе для достижения общей цели, люди вовсе не обязательно составляют социальную группу… Вот если бы они осознавали общую цель и были настолько заинтересованы в ней, что согласовывали бы с этой целью свои конкретные действия, тогда — да, они образовали бы сообщество. Но для этого надо общаться. Каждый должен знать, чем занимаются другие, и иметь возможность постоянно держать их в курсе своих намерений и достижений».
Таким образом, определяющим является не только совместная деятельность, но и взаимодействие (общение, коммуникация, диалог) по поводу этого общего дела. При этом каждое сообщество имеет определённую культуру и обладает своими механизмами социализации, обеспечивающими устойчивость существования сообщества. Благодаря этим двум элементам, существуют сообщества, члены которых почти не имеют непосредственных контактов друг с другом: художники, литературный и ученый мир. Эти люди разбросаны по миру, но каждый из них принадлежит к определенному сообществу, поскольку имеет общие цели и в своей деятельности ориентируется на созданное другими его членами.
Эта «образовательная среда» сообществ имеет определённую ценность. Сам Дьюи соотносит её с ценностью для общества в целом, однако при этом он говорит и о ценности для участников сообществ, поскольку эта среда «вырабатывает умственные и эмоциональные установки поведения у личностей путём вовлечения их в деятельность, которая порождает и усиливает определённые побуждения». «То или иное участие в жизни тех, с кем человек связан, неизбежно, поэтому общественная среда непременно осуществляет своё образовательное или складывающее влияние, она делает это бессознательно и вне зависимости от каких-либо особо поставленных целей». В связи с этим особое значение приобретает то, как среда может повлиять на человека, а значит, ценность определяется двумя факторами: «насколько многочисленны и разнообразны интересы, осознанно разделяемые членами данной группы, и насколько полна свобода взаимодействия группы с другими видами общественных объединений». Они взаимосвязаны: степень разнообразия интересов прямо пропорционально влияет на интенсивность взаимодействия с другими сообществами, а значит и ориентацию сообщества на «переустройство и развитие через более широкие отношения».
Эти мысли тесно связаны с другой основной идеей Дьюи, о том, что знания создаются в процессе приобретения и осмысления опыта. Следовательно, основной целью учебной и образовательной деятельности вообще "постоянная переустройство и перестройка опыта, которая ведёт к «увеличению способности выбирать направление для поиска нового опыта и возможности управлять им».
Идеи инструментализма оказали влияние на конструктивизм, теорию учебной деятельности, исходящую из того, что обучение — это активный процесс, в ходе которого люди активно конструируют знания на основе собственного опыта. Когда человек сталкивается с чем-то новым, он должен соотнести новое со своим предыдущим опыт и имеющимися знаниями, которые в итоге могут быть изменены, либо новая информация будет отброшена, как неуместная. Конструктивизм акцентирует внимание на руководящей роли преподавателе не как источника знаний, которые должны быть запомнены и воспроизведены учащимися. Его основная функция помогать учащимся самостоятельно строить знания, предоставляя в их распоряжение все необходимые средства: проблемные ситуации, основанные на исследованиях, учебные мероприятия, в ходе которых учащиеся, формулируют и проверяют свои идеи, делают заключения и выводы, обобщают и передают свои знания в процессе совместной работы.

### Связь с идеями конструкционизма
Положения конструктивизма об обучении как об активном процессе перестройки опыта были дополнены и развиты в подходе Сеймура Пейперта, получившем название конструкционизм. Сеймур Пейперт говорил о важности создания учебной среды в сообществах, в которых новички становятся значимыми участниками совместной деятельности или получают возможность создать что-то важное для них самих или их окружающих. В этих условиях учащиеся создают новое знание особенно эффективно.
Эта среда важна, поскольку в ней человек осваивает язык, на котором участники сообщества обсуждают не только и не столько результаты деятельности, сколько о процессе создания этих результатов. В процессе обсуждения ошибок и трудностей у учащихся «развивается способность выделять и концентрировать внимание на тех языковых средствах, которыми пользуются, чтобы точнее выразить, в какого типа помощи они нуждаются». Такая способность является важной составляющей обучения в сообществах, поскольку, «когда просьба о помощи может быть точно выражена, помогающему не требуется профессиональной подготовки для того, чтобы оказать её». В результате владение таким языком создаёт особую культуру внутри группы учащихся, которая «не только обогащает и облегчает взаимодействие между всеми участниками обучения, но и открывает возможности для более выразительных, эффективных и честных отношений между обучаемыми и обучающими. Эта культура вводит нас в ситуацию, в которой стирается грань между учащимися и учителями».
Таким образом, в методических разработка Пейперта акцент смещается на поиск объектов (продуктов-моделей), работа над которыми позволяет учащимся проверить личные «гипотезы» на практике, осуществляя конструктивные действия и осмысляя их.
Идея сообществ, в которых участники обмениваются результатами своей деятельности и обсуждают их, является ключевой для конструкционизма.

### «Учебная паутина» Ивана Иллича
Идеи отказа от диктата сертифицированных педагогов и жёстких институциональных структур лежали в основе разработок Ивана Иллича об учебной сети. В «учебной паутине» Иллич видел воплощение идеальной образовательной системы, которая: (1) обеспечивает всем желающим доступ к имеющимся ресурсам в любое время и независимо от их возраста;
(2) поддерживает усилия всех, кто хочет поделиться своими знаниями и умения, в поиске тех, кто хочет у них научиться; (3) предоставляет всем желающим возможность публиковать, представлять на обсуждение общественности результаты своего обучения.
«Каждый желающий учиться знает, что ему нужны информация и критический отклик на неё. Информация может быть получена от предметов и от людей. В хорошей образовательной системе доступ к предметам возможен по личной заявке ученика, а доступ к тем, кто владеет информацией, требует и их согласия. Критика также может поступать по двум каналам: от ровесников и от старших, то есть от разделяющих мой интерес и от тех, кто готов поделиться со мной своим опытом. Сверстники могут быть коллегами, перед которыми встал тот же вопрос, компаньонами по играм и развлечениям (или по трудностям), готовыми и к прогулкам, и к любым играм. Старшие могут посоветовать, какой метод когда использовать, какую компанию для какого дела искать. Они могут помочь поставить правильный вопрос или прийти на помощь, если не находится ответ».
Под «паутиной возможностей» Иллич понимал «сетчатую структуру взаимного доступа» к каждому из четырех «различных каналов учения или полей обмена знаниями». Этим каналами являются:
1. Служба рекомендации образовательных объектов, которая облегчает доступ к предметам или процессам, используемым для формального учения. Этими образовательными объектами могут быть носители данных и информации, оборудование и техника, посредством которых может происходить обучение. Важной задачей при создании учебной сети Иллич считает именно расширение доступа к такого рода образовательным ресурсам, которые должны стать «подлинной общественной собственностью» именно в целях расширения возможностей обучения.
2. Служба обмена навыками, которая позволяет людям перечислить имеющиеся у них навыки, условия, на которых они согласны служить моделью для тех, кто хочет этим навыкам научиться, и адрес, по которому их можно найти. Для её функционирования необходимы институты, обеспечивающих свободное и недорогое использование информации и справочной службы, осуществляющих тестирования и сертификацию, помогающих созданию законодательства и защите от монополистической практики.
«Образец навыка» — это человек, который обладает навыком и готов продемонстрировать его на практике. При этом сертификация выступает вовсе как не обязательное требование, поскольку учащиеся с высокой мотивацией, часто не нуждается ни в какой помощи, «кроме показа того, чему он хочет научиться». Диагностика трудностей в учении также должна быть делом самих учащихся. Преграду на пути развития «рынка» навыков как раз и возводит требование сертификации носителей навыков. Подобного рода дефицит создаётся и множеством корыстных интересов, в том числе и самих носителей навыков. Поэтому для них должны быть созданы побудительные мотивы. Иллич видит следующий путь преодоления этих затруднений:
— Создания свободных и открытых центров навыков, в которых будет доступно приобретение «фундаментальных» навыков, то есть тех, которые составляют основу для овладения ремеслом («чтение, печатание, счетоводство, иностранные языки, программирование на компьютере и численные вычисления, специальные навыки, такие, как язык электрических цепей, работа на определенных машинах и т. д.»).
— Введение образовательной валюты, пригодной для посещения центров приобретения навыков. Минимальный базовый кредит на получение «фундаментальных» навыков может быть дополнен теми, кто зарабатывает распространением навыков. («Только те, кто передавал навык другим, будут иметь право быть более продвинутыми учителями. Так будет создаваться новая элита, элита тех, кто зарабатывает своё образование, делясь им с другими»).
3. Служба подбора партнеров — коммуникационная сеть, которая позволяет людям описать учебную деятельность, в которой они хотят участвовать, и найти партнера для совместного исследования. Эта служба должна функционировать подобно клубам, сводя вместе людей имеющих общие интересы и возможности, стремящихся вместе упражняться и улучшать имеющиеся навыки.
В традиционной образовательной системе человека также окружают партнёры-сверстники, которые иногда помогают друг другу овладевать основами определённой предметной области. «Группа сверстников всегда формируется вокруг цели учителя. Однако хорошая образовательная система должна позволять каждому человеку самому определять вид деятельности, для которой он ищет партнера». Такой выход за пределы мест проживания и учебных заведений потребует от учащихся особого типа грамотности: умения искать, встречать и оценивать «новых партнеров для новых усилий».
4. Служба рекомендации преподавателей, которые могут быть перечислены в справочнике, дающем адреса и резюме профессионалов с высшим образованием, профессионалов без высшего образования и «свободных художников» вместе с условиями доступа к их услугам. По мнению, Иллича с увеличением автономности учащихся побудит их искать «независимых» наставников, основная задача которых «поддержать новичка в его образовательном предприятии».
Важную роль будут играть, «администраторы сетей», которые «сосредоточатся преимущественно на создании и поддержании в рабочем виде путей доступа к ресурсам» на создании (проектирования) образовательных сетей. Другую важную функцию будут выполнять «педагогические советники», специалисты в сфере эффективного оперирования этими сетями, помогающие «ученикам находить пути, которыми они быстрее всего достигнут своих целей»: помощь в постановке новых целей, выбрать наиболее подходящие методы, , учебники, время, пригодное для занятий.

### Коннективизм
Коннективизм (англ. Connectivism) — относительно молодая теория, рассматривающая существенные характеристики и специфику процесса обучения в эпоху цифровых технологий. Основы теории разработаны Джорджем Сименсом (Канада).
Дж. Сименс исходит из того, что экспоненциальный рост знаний требует нелинейных моделей для учёбы (процесс) и знания (состояние). Расширение доступа к знаниям в век сетевых технологий требует пересмотра того, как мы учим, учимся, и приходим к знанию. Для коннективизма, характерно несколько основных взглядов на процесс обучения и учения, в отличие от традиционных представлений:
- Учение — процесс, который происходит в неопределенной, туманной и меняющейся среде, в которой постоянно происходят сдвиги основополагающих элементов. Поэтому само учение является неустойчивым и динамичным. Этот процесс не может находиться полностью под контролем личности.
- Знание не хранится в голове отдельного человека и не может быть туда передано по каналам передачи (транслировано). Знание находится в сети, и ключевое умение, необходимое для познавательной деятельности в современном мире, — это способность видеть связи, распознавать паттерны и видеть смыслы между областями знаний, концепциями и идеями.
- Познание это процесс «связывания специализированных узлов, источников информации», то есть процесс становления сети, который может поддерживаться извне. Это объединение информационных узлов позволяет нам подниматься на более высокий уровень понимания[17].

Дж. Сименс также сформулировал ряд принципов коннективизма:
- Обучение имеет конечную цель — (именно) расширение возможностей «что-то делать». Такой рост компетенции может заключаться в практическом смысле (то есть развить навык использования нового программного обеспечения или научиться кататься на коньках), либо в способности функционировать более эффективно в эпоху знаний (самосознание, управления персональной информацией и т. д.). Самое главное в учебе — это не только приобретение новых навыков и понимания чего-либо; побуждение (или запуск деятельности) является еще одним необходимым элементом. Принципы мотивации и быстрого принятия решений часто определяют, действительно ли учащийся будет действовать в соответствии с известными установками.
- Обучение — это процесс соединения связями специализированных узлов или источников информации. Учащийся может существенно повысить эффективность своего обучения путём включения в уже существующие сети.
- Обучение (в том смысле, что что-то становится известно, но не обязательно при этом осознается носителем знания) может находиться вне человека — в сообществах, сетях или базах данных.
- Способность узнавать нечто новое более важна, чем то знание, которым мы располагаем в текущий момент. Знание о том, где искать информацию важнее знания самой информации.
- Налаживание и поддержание связей необходимо для облегчения процесса обучения. Создание связей обеспечивает большую отдачу, чем просто попытка понять некую концепцию, взятую отдельно.
- Обучение и знания рождаются из разнообразия мнений.
- Обучение происходит по-разному. Курсы, электронная почта, сообщества, переписка, поиск в сети, электронные рассылки, чтение блогов и т. д. Курсы не являются основным средством обучения.
- Различные подходы и личные навыки необходимы для эффективного обучения в современном обществе. Например, способность видеть связи между областями знания, идеями и концепциями является одним из основных навыков.
- Организованное (институциональное) и самостоятельное обучение являются комплексными задачами. Личное знание состоит из сети, которая включается в организации и институты, которые, в свою очередь, включаются обратно в первую и осуществляют обучение индивида. Коннективизм пытается обеспечить понимание того, как происходит обучение отдельных индивидов и организаций.
- Быть все время «в теме» (то есть располагать самым современным знанием) есть задача всего коннективистского обучения.
- Принятие решений само по себе есть процесс обучения. Выбор чему учиться и смысл поступающей информации воспринимается через призму изменяющейся реальности. В то время как ответ является правильным прямо сейчас, он же может быть неправильным завтра в связи с изменениями в информационном климате, влияющем на наши решения.
- Обучение представляет собой процесс создания знаний… а не только их потребления. Средства обучения и методологии проектирования должны стремиться извлечь выгоду из этой особенности обучения[18].